# Daniel Lipman
Daniel Lipman (* Baltimore, Maryland) ist ein US-amerikanischer Drehbuchautor und Filmproduzent.

## Leben
Nach seiner Schulzeit war Lipman als Drehbuchautor für verschiedene Fernsehfilme- und serien in den USA tätig. Besonders erfolgreich war die Fernsehserie Queer as Folk, die er gemeinschaftlich mit seinem Lebensgefährten Ron Cowen (ebenfalls Drehbuchautor) und Russell T Davies schrieb und produzierte. Lipman und Cowen leben in Baltimore, Maryland.

## Filmografie (Auswahl)
Serien
- 1979–1980: Eine amerikanische Familie (Family) (2 Folgen)
- 1983: Emerald Point N.A.S. (2 Folgen)
- 1984: Unter der Sonne Kaliforniens (Knots Landing) (3 Folgen)
- 1991–1996: Ein Strauß Töchter (Sisters) (127 Folgen)
- 2000–2005: Queer as Folk (51 Folgen)
- 2001: Leap Years (1 Folge)

Filme
- 1985: Früher Frost (An Early Frost, Fernsehfilm)
- 1990: Abschied und Hoffnung (The Love She Sought)

## Auszeichnungen
- 2006: GLAAD Media Awards[2]